# Sexto Elio Peto Cato
Sexto Elio Peto Cato (en latín, Sextus Aelius Paetus Catus o Sextus Aelius Q.f. Paetus Catus), fue un cónsul de la República romana elegido en el año 198 a. C. Se le conoce actualmente por su interpretación de la Ley de las Doce Tablas, a la que accedemos sólo gracias a los comentarios de Cicerón. Elio Peto Cato procedía de una prominente familia plebeya aristocrática. Su padre fue pretor y su hermano mayor, Publio Elio Peto, también fue cónsul.

## Familia
Sexto Elio Peto fue aparentemente el hijo más joven de Quinto Elio Peto, pretor que fue uno de los muchos senadores muertos en la batalla de Cannas en agosto de 216 a. C. Otros miembros de la gens Elia que llegaron a altos cargos fueron Publio Elio Peto, cónsul en 337 a. C., y Cayo Elio Peto, cónsul en 286 a. C. Ambos cónsules pudieron haber sido sus ancestros o familiares colaterales, si bien la conexión no la menciona el historiador Tito Livio.
El hermano mayor de Peto; Publio Elio Peto, ocupó el cargo de Magister Equitum en 202 a. C., siendo cónsul al año siguiente. Otros miembros de la familia, incluyendo al propio hijo de Publio, fueron ocupando el consulado en años posteriores.

## Carrera política
Se tienen pocos datos sobre la carrera política de Sexto Elio Peto Cato, o de cómo adquirió el cognomen adicional Cato. Tito Livio menciona que fue edil curul en 200 a. C., encargándose de la importación de grano desde África.
Según el diccionario de Oxford de juristas romanos, Peto Cato ascendió rápidamente hasta alcanzar el consulado y la censura. Este ascenso no se debía a la muerte de su padre o a los éxitos de su hermano, sino al parecer a su aptitud para el Derecho. Parece ser que su sobrenombre "Cato", que significa "Listo", era un reconocimiento ante su capacidad jurídica. Teniendo en cuenta que Tito Livio no le menciona en ninguna acción militar, bien pudiera ser que Elio Peto hubiese dejado de lado todos los aspectos de su carrera pública para dedicarse por completo al estudio del Derecho. Según el diccionario de Oxford, podría tratarse del primer jurista profesional de la historia de Roma. No está claro si los juristas precedentes eran o no profesionales, o si se trataba de un trabajo a tiempo parcial, pero un paterfamilias romano, e incluso sus hijos mayores, normalmente defendían a los clientes de su familia en cuestiones legales. Es posible que la segunda guerra púnica hubiese provocado que demasiados patronos estuvieran fuera de Roma, y que no pudiesen encargarse de estos asuntos.
Su hermano Publio Elio Peto había sido cónsul tres años antes, en 201 a. C., y fue elegido censor en 199 a. C. Sus éxitos pudieron ser un factor influyente a la hora de que Sexto consiguiese el consulado en 198 a. C., pero en cualquier caso sería finalmente ensombrecido por la figura de su colega consular, Tito Quincio Flaminino.
Sexto no se distinguió militarmente durante su consulado. Todos los honores, incluyendo los de las campañas militares en Macedonia y Grecia, fueron a parar a manos de su joven colega consular Flaminino. Sus esfuerzos militares en su propia provincia no se vieron recompensados con el éxito.
A pesar de todo, sería elegido censor en 194 a. C. con Cayo Cornelio Cetego, posiblemente gracias al respeto obtenido en su labor como jurista, y posiblemente también por el respeto obtenido por su hermano mayor, que ocupó también la censura.
Durante su censura, los censores dieron órdenes a los ediles curules de sentar separadamente en los Ludi Romani a los senadores, que hasta entonces se habían sentado promiscuamente con los demás. El Atrio de Libertas y la Villa Pública también fueron reparados y ampliados por los censores.

## Carrera como jurista
Parece ser que tanto Sexto Elio Peto Cato como su hermano Publio fueron juristas. Sexto fue el autor de la obra Commentaria tripartita o tripertita, que estudia y comenta las disposiciones contenidas en la Ley de las Doce Tablas, y discute alguna acción legal para cada una de las normas. Otra obra llamada Ius Aelianum discute únicamente acciones legales. Ese trabajo fue alabado por el propio Cicerón, y se sabe que todavía existía en vida de su amigo Tito Pomponio Ático, que hace referencia a ella. Se desconoce en qué momento desapareció la obra.
Cicerón hizo grandes elogios de este jurisconsulto y Ennio le dedicó su célebre verso: Egregie cordatus homo Catus Aelius Sextus.